# Charles Gbeke
Charles Patrick Gbeke (ur. 15 marca 1978 w Abidżanie) – kanadyjski piłkarz pochodzenia iworyjskiego występujący na pozycji napastnika.

## Kariera klubowa
Gbeke karierę rozpoczynał w 1998 roku w kanadyjskim Vancouver 86ers z A-League, stanowiącego drugi poziom rozgrywek. W 1999 roku przeszedł do rezerw francuskiego Troyes AC. W 2000 roku wyjechał zaś do Brazylii, gdzie grał w klubach Comercial FC oraz Matsubara. W 2001 roku wrócił do Vancouver 86ers, noszącego już nazwę Vancouver Whitecaps.
W 2002 roku Gbeke odszedł do amerykańskiego Seattle Sounders, także grającego w A-League. Następnie był graczem Ottawy Wizards, z której był wypożyczany do Toronto Lynx oraz Hamilton Thunder. W 2005 roku podpisał kontrakt z duńskim drugoligowcem, Herfølge BK. Jednak jeszcze w tym samym roku wrócił do Kanady, gdzie został ponownie zawodnikiem Toronto Lynx z USL First Division.
Następnie Gbeke występował w innych zespołach tej ligi, Montreal Impact, Rochester Raging Rhinos, ponownie Montreal Impact oraz Vancouver Whitecaps. W 2008 roku wraz z Vancouver zdobył mistrzostwo USL First Division, a w 2007 oraz w 2009 został królem strzelców tych rozgrywek. W 2010 roku trafił do chińskiego Guangzhou Evergrande z China League One. W tym samym roku awansował z nim do Chinese Super League, a potem odszedł z klubu.

## Kariera reprezentacyjna
W reprezentacji Kanady Gbeke zadebiutował 30 stycznia 2008 roku w wygranym 1:0 towarzyskim meczu z Martyniką. W 2009 roku został powołany do kadry na Złoty Puchar CONCACAF. Nie zagrał jednak na nim ani razu, a Kanada odpadła z turnieju w ćwierćfinale.